# Campionato Dilettanti Liguria 1958-1959
Il Campionato Nazionale Dilettanti 1958-1959 è stato il V livello del campionato italiano. A carattere regionale, fu il secondo campionato dilettantistico con questo nome, e il settimo se si considera che alla Promozione fu cambiato il nome assegnandogli questo.
Questi sono i gironi organizzati dalla Lega Regionale Ligure.

## Girone A

### Squadre partecipanti
| Squadra            | Città (provincia)     | Stagione precedente |
| ------------------ | --------------------- | ------------------- |
| S.C. Alassio       | Alassio (SV)          |                     |
| U.S. Albenga       | Albenga (SV)          |                     |
| U.S. Albisola      | Albissola Marina (SV) |                     |
| U.S. Altarese      | Altare (SV)           |                     |
| S.S. Argentina     | Arma di Taggia (IM)   |                     |
| U.S. Cairese       | Cairo Montenotte (SV) |                     |
| U.S. Carcarese     | Carcare (SV)          |                     |
| U.S. Cengio        | Cengio (SV)           |                     |
| U.S. Dianese       | Diano Marina (IM)     |                     |
| A.S. Finalese      | Finale Ligure (SV)    |                     |
| U.S. Imperia       | Imperia               |                     |
| U.S. Loanesi       | Loano (SV)            |                     |
| Pol. Quilianesi    | Quiliano (SV)         |                     |
| U.S. Speranza      | Savona                |                     |
| F.B.C. Veloce      | Savona (SV)           |                     |
| U.S. Ventimigliese | Ventimiglia (IM)      |                     |

### Classifica finale
|  | Pos. | Squadra       | Pt | G  | V  | N  | P  | GF  | GS | DR  |
|  | ---- | ------------- | -- | -- | -- | -- | -- | --- | -- | --- |
|  | 1.   | Imperia       | 54 | 30 | 26 | 2  | 2  | 102 | 20 | +82 |
|  | 2.   | Alassio       | 52 | 30 | 24 | 4  | 2  | 83  | 24 | +59 |
|  | 3.   | Finalese      | 48 | 30 | 20 | 8  | 2  | 79  | 19 | +60 |
|  | 4.   | Albenga       | 43 | 30 | 20 | 3  | 7  | 73  | 25 | +48 |
|  | 5.   | Carcarese     | 39 | 30 | 15 | 9  | 6  | 59  | 44 | +15 |
|  | 6.   | Loanesi       | 33 | 30 | 14 | 5  | 11 | 58  | 41 | +17 |
|  | 7.   | Cairese       | 32 | 30 | 14 | 4  | 12 | 55  | 50 | +5  |
|  | 8.   | Albissola     | 26 | 30 | 9  | 8  | 13 | 42  | 65 | -23 |
|  | 9.   | Quilianesi    | 24 | 30 | 8  | 8  | 14 | 35  | 59 | -24 |
|  | 10.  | Ventimigliese | 21 | 30 | 8  | 5  | 17 | 43  | 66 | -23 |
|  | 10.  | Speranza      | 21 | 30 | 5  | 11 | 14 | 40  | 68 | -28 |
|  | 12.  | Dianese       | 20 | 30 | 6  | 8  | 16 | 30  | 55 | -25 |
|  | 12.  | Veloce Savona | 20 | 30 | 7  | 6  | 17 | 30  | 62 | -32 |
|  | 14.  | Altarese      | 17 | 30 | 6  | 5  | 19 | 40  | 75 | -35 |
|  | 15.  | Cengio        | 16 | 30 | 5  | 6  | 19 | 34  | 72 | -38 |
|  | 16.  | Argentina     | 14 | 30 | 4  | 6  | 20 | 37  | 85 | -48 |

Legenda:
      Ammesso alla finale per il titolo ligure.
      Retrocesso in Seconda Categoria.
  Retrocesso e in seguito riammesso.
Regolamento:
Due punti a vittoria, uno a pareggio, zero a sconfitta.
Note:
L'Imperia è qualificato alle finali del Campionato Nazionale Dilettanti.
Argentina e Cengio retrocesse in Seconda Categoria, sono state tutte riammesse per allargamento dei quadri la stagione successiva.

## Girone B

### Squadre partecipanti
| Squadra                 | Città (provincia) | Stagione precedente |
| ----------------------- | ----------------- | ------------------- |
| U.S. Bolzanetese        | Ge-Bolzaneto      |                     |
| Pol. Carlo Grasso       | Rapallo (GE)      |                     |
| U.S. Cristoforo Colombo | Cogoleto (GE)     |                     |
| U.S. Don Bosco          | Ge-Sampierdarena  |                     |
| U.S. Lavagnese          | Lavagna (GE)      |                     |
| U.S. Ovadese            | Ovada (AL)        |                     |
| A.C. Pegliese           | Ge-Pegli          |                     |
| U.S. Pertinace          | Genova            |                     |
| U.S. Pontedecimo        | Pontedecimo (GE)  |                     |
| S.C. Riva Trigoso       | Riva Trigoso (GE) |                     |
| U.S. Rivarolese         | Ge-Rivarolo       |                     |
| U.S. Sampierdarenese    | Ge-Sampierdarena  |                     |
| U.S. Sarzanese          | Sarzana (SP)      |                     |
| F.S. Sestrese           | Ge-Sestri Ponente |                     |
| U.I.T.E. Sez. Calcio    | Genova            |                     |
| S.S. Vigili Urbani      | Genova            |                     |

### Classifica finale
|  | Pos. | Squadra            | Pt | G  | V  | N  | P  | GF | GS | DR  |
|  | ---- | ------------------ | -- | -- | -- | -- | -- | -- | -- | --- |
|  | 1.   | Sestrese           | 50 | 30 | 21 | 8  | 1  | 69 | 24 | +45 |
|  | 2.   | Pontedecimo        | 43 | 30 | 20 | 3  | 7  | 65 | 30 | +35 |
|  | 3.   | U.I.T.E.           | 39 | 30 | 16 | 7  | 7  | 50 | 22 | +28 |
|  | 4.   | Rivarolese         | 38 | 30 | 14 | 10 | 6  | 41 | 28 | +13 |
|  | 5.   | Pegliese           | 35 | 30 | 14 | 7  | 9  | 45 | 34 | +11 |
|  | 6.   | Lavagnese          | 34 | 30 | 13 | 8  | 9  | 43 | 37 | +6  |
|  | 7.   | Don Bosco          | 31 | 30 | 13 | 5  | 12 | 44 | 26 | +18 |
|  | 8.   | Riva Trigoso       | 29 | 30 | 14 | 1  | 15 | 37 | 55 | -18 |
|  | 8.   | Vigili Urbani      | 29 | 30 | 9  | 11 | 10 | 23 | 23 | 0   |
|  | 10.  | Sarzanese          | 27 | 30 | 9  | 9  | 12 | 36 | 54 | -18 |
|  | 11.  | Bolzanetese (-1)   | 24 | 30 | 11 | 3  | 16 | 33 | 45 | -12 |
|  | 12.  | Carlo Grasso       | 23 | 30 | 8  | 7  | 15 | 29 | 46 | -17 |
|  | 12.  | Ovadese            | 23 | 30 | 7  | 9  | 14 | 34 | 51 | -17 |
|  | 14.  | Cristoforo Colombo | 22 | 30 | 8  | 6  | 16 | 51 | 53 | -2  |
|  | 15.  | Sampierdarenese    | 19 | 30 | 8  | 3  | 19 | 36 | 62 | -26 |
|  | 16.  | Pertinace          | 13 | 30 | 3  | 7  | 20 | 17 | 63 | -46 |

Legenda:'
      Ammesso alla finale per il titolo ligure.
      Retrocesso in Seconda Categoria.
  Retrocesso e in seguito riammesso.
Regolamento:
Due punti a vittoria, uno a pareggio, zero a sconfitta.
Note:
La Sestrese è qualificata alle finali del Campionato Nazionale Dilettanti.
Nuova Sampierdarenese e Pertinace, retrocesse in Seconda Categoria, sono state tutte riammesse per allargamento dei quadri la stagione successiva.

## Girone finale
- Imperia campione dei dilettanti liguri è promossa in Serie D 1959-1960.

### Giornali
- Archivio della Gazzetta dello Sport, anni 1958 e 1959, consultabile presso le Biblioteche:
  - Biblioteca Nazionale Braidense di Milano;
  - Biblioteca Nazionale Centrale di Firenze;
  - Biblioteca Nazionale Centrale di Roma;
  - Biblioteca Civica Berio di Genova;
  - e presso Emeroteca del C.O.N.I. di Roma (non è online ma è da consultare in sede).

### Libri
- Gianluigi Raffo e Carlo Fontanelli, L'Unione che forza! - 90 anni con l'U.S. Lavagnese - Geo Edizioni S.r.l.